# Dinheiro Vivo (jornal)
O Dinheiro Vivo é uma publicação de economia portuguesa de referência, disponível aos sábados como suplemento do Jornal de Notícias e do Diário de Notícias (Portugal) e na Internet (www.dinheirovivo.pt).
O Dinheiro Vivo foi lançado em Junho de 2011 na internet, tendo recebido em 2012 o Prémio de Lançamento do Ano.
Em 3 de setembro de 2011 saiu a primeira publicação em papel do Dinheiro Vivo, passando a estar disponível como suplemento do Jornal de Noticias e do Diário de Notícias.
Tem também o programa A Vida do Dinheiro em coautoria na TSF.

## Proprietário e sede
O Dinheiro Vivo está situado na Rua Tomás da Fonseca,Torres de Lisboa, Torre E, em Lisboa. É propriedade do Global Media Group. Em setembro de 2020, o Global Media Group chegou a acordo com o grupo Bel, do empresário Marco Galinha, para a sua entrada como acionista da empresa. O Grupo Bel foi fundado em 2001 por Marco Galinha e tem atividades em vários setores, entre os quais máquinas de vending (máquinas de venda automática) e aeronáutica, e entrou nos media em 2018, através do Jornal Económico. O empresário, natural de Rio Maior, é presidente executivo e presidente do conselho de administração do Grupo Bel, que fundou em 2001. Em fevereiro de 2021, Marco Galinha foi eleito presidente do Conselho de Administração da Global Media Group.
 

A diretora atual é Joana Petiz, o head of digital é Bruno Contreiras Mateus e o chefe de redação é Filipe Morais.